# Skrilje
Skrilje falu Szlovéniában, a Goriška statisztikai régióban, a Vipava-völgyben. Közigazgatásilag Ajdovščinához tartozik. A településhez az alábbi településrészek tartoznak: Valiči, Ruštji és Bajči.
A falu templomát Antiokheiai Szent Margit tiszteletére emelték és a Koperi egyházmegyéhez tartozik. A falu Kamnje egyházközséghez tartozik.

## Fordítás
- Ez a szócikk részben vagy egészben  a   Skrilje című angol Wikipédia-szócikk ezen változatának fordításán alapul.  Az eredeti cikk szerkesztőit annak laptörténete sorolja fel. Ez a jelzés csupán a megfogalmazás eredetét és a szerzői jogokat jelzi, nem szolgál a cikkben szereplő információk forrásmegjelöléseként.